# District de Nasu
Le district de Nasu (那須郡, Nasu-gun) est un district de la préfecture de Tochigi.
Le 1er février 2008, il comptait 45 886 habitants pour une superficie de 565,15 km2, soit une densité de 81,2 habitants par km2.

## Bourgs
- Nakagawa
- Nasu